# Soto (Villacarriedo)
Soto es una localidad del municipio de Villacarriedo, Cantabria (España). Dista 5 km de la capital municipal y se sitúa a 256 m sobre el nivel del mar. Cuenta con una población de 27 habitantes (2008), la más escasa de los pueblos carredanos.
- Datos: Q6132655